# Stazione di Centallo
Stazione di Centallo vasútállomás Olaszországban, Centallo településen.

## Vasútvonalak
Az állomást az alábbi vasútvonalak érintik:
- Fossano-Cuneo-vasútvonal

## Kapcsolódó állomások
A vasútállomáshoz az alábbi állomások vannak a legközelebb:
- Maddalene railway station
- San Benigno di Cuneo railway station